# Ма (фильм, 2019)
«Ма» (англ. Ma) — американский психологический фильм ужасов 2019 года режиссёра Тейта Тейлора, главные роли в котором исполнили Октавия Спенсер, Люк Эванс, Джульетт Льюис, Мисси Пайл и Эллисон Дженни. В США фильм вышел 31 мая 2019 года. В России фильм вышел 13 июня 2019 года.

## Сюжет
Школьница Мэгги переезжает с матерью Эрикой в родной город в штате Огайо после того, как отец Мэгги ушёл из семьи. В школе девушка знакомится с Энди, Хейли, Чейзом и Дарреллом. Ребята приглашают ее выпить у местных развалин. Купить спиртное подростки убеждают афроамериканку Сью Энн — работницу ветклиники.
На следующий день Сью Энн приглашает подростков выпить в подвале её дома. После этого многие старшеклассники приходят в её дом выпить и повеселиться. Сью Энн становится популярной среди старшеклассников. Но некоторых  раздражает навязчивая доброжелательность Сью Энн и её желание закатывать вечеринку.
Мэгги и Хейли подозревают, что Сью Энн украла их украшения. В отсутствие хозяйки они тайно проникают в дом. И находят там Джинни, дочь хозяйки. Никто из друзей не знал о ее существовании. Мэгги и Хейли видят в доме фото - себя и своих родителей.
В ресторане Бен, отец Энди, требует Сью Энн держаться подальше от его сына. Оказывается, между ними были отношения, и Бен обманул ее.
Сью Энн ночью выкачивает кровь у пса Мэгги, которого отдавали в ее ветклинику. Она заманивает Бена к дому, усыпляя его. Бен просыпается голым и связанным. Сью Энн, угрожая ему кастрацией за школьные унижения, переливает ему кровь собаки Луи.
На следующий день друзья идут к Сью Энн - отметить день рождения Чейза. Мэгги наказана и остается дома. Ей присылают видео с одурманенными друзьями. Мэгги отправляется их спасать. Но ее тоже усыпляют.
Начинаются пытки. Сью Энн прижигает пресс Чейза утюгом, зашивает рот Хейли нитками, красит лицо чернокожего Даррелла белой краской, ранит Энди ножом. В полицейского, прибывшего к ее дому, она стреляет.
В пытки матери вмешивается Джинни. От упавших свечей в доме начинается пожар. Сью Энн погибает рядом с телом Бена.

## В ролях
| Актёр            | Роль                   |
| ---------------- | ---------------------- |
| Октавия Спенсер  | Сью Энн "Ма" Эллингтон |
| Диана Сильверс   | Мэгги Томпсон          |
| Джульетт Льюис   | Эрика Томпсон          |
| Люк Эванс        | Бен Хокинс             |
| Маккейли Миллер  | Хейли                  |
| Кори Фогельманис | Энди Хокинс            |
| Джанни Паоло     | Чэз                    |
| Данте Браун      | Даррел                 |
| Мисси Пайл       | Мерседес               |
| Эллисон Дженни   | Доктор Брукс           |
| Доминик Бёрджесс | Стью                   |
| Хизер Мари Пэйт  | Эшли                   |
| Тейт Тейлор      | Офицер Грейнджер       |
| Маргарет Феган   | Стефани                |
| Кайанна Симон    | молодая Сью Энн        |
| Скайлер Джой     | молодая Эрика          |
| Эндрю Мэтью      | молодой Бен            |
| Николь Карпентер | молодая Мерседес       |

## Производство
Изначально Сью Энн не должна была быть тёмнокожей. Ещё до начала съёмок Тейт Тейлор показал сценарий Октавии Спенсер, вместе с которой он работал в прославившем её фильме «Прислуга». Поскольку Спенсер проявила интерес к сценарию, Тейлор переделал его под неё.
Основные съёмки фильма проходили в период с февраля по март 2018 года в Натчез (Миссисипи).